# Leksikografija
Leksikografíja ali slovaropísje (starogrško starogrško λεξικον: lexikos - slovar + starogrško γραφο: grapho - pisati - pridevnik lexiko iz samostalnika lexis - govor, način govora, beseda) je veda, ki se deli na dve med seboj povezani disciplini:
- Praktična leksikografija (praktično slovaropisje: gre za pripravljanje, sestavljanje, oziroma pisanje slovarjev ali leksikonov;
- Teoretična leksikografija (teoretično slovaropisje): je veda, ki proučuje analiziranje ter opisovanje semantičnih, sintagmatskih ter paradigmatskih odnosov znotraj besedišča določenega jezika. Ukvarja se tudi z razvijanjem teorij o slovarskih delih in strukturah, ki v slovarjih povezujejo podatke. Preučuje tudi potrebo uporabnika slovarja po slovarskih podatkih v določenih situacijah ter možnosti za čim hitrejši dostop uporabnika do podatkov v natisnjenih oziroma elektronskih slovarjih.

Oseba, ki se ukvarja z leksikografijo (slovaropisjem), se imenuje leksikograf (slovaropisec). Ta skrbi za to, katere besede bodo vključene v slovar in pozneje v leksikon.
Leksikografija torej preučuje besede v povezavi s slovarji. Združuje teorijo in prakso sestavljanja slovarjev (način pisanja v slovarjih). Osredotočena je lahko na tako imenovane splošne slovarje (tisti, ki opisujejo jezik v splošni rabi), oziroma na strokovne slovarje (ti zajemajo predvsem omejeno besedišče določene stroke).
Leksikografija v širšem pomenu vključuje tudi enciklopedistiko, oziroma sestavljanje splošnih in specialnih leksikonov in enciklopedij, ki vsebujejo skoncentrirano znanje in stvarna dejstva splošnega pomena, kakor tudi posameznih strok in vsebujejo stvarna in osebna gesla, predglednice itd. Ena od leksikografskih oblik je tudi Wikipedija.